# Sant Joan Despí
Sant Joan Despí est une commune espagnole de la province de Barcelone, en Catalogne, en Espagne, de la comarque de Baix Llobregat

## Géographie
Commune industrielle située à 7 km au sud de Barcelone dans l'Àrea Metropolitana de Barcelona
Les villes les plus proches sont Sant Feliu de Llobregat, Sant Just Desvern, Esplugues de Llobregat, Cornellà de Llobregat, Sant Boi et Santa Coloma de Cervelló.

## Politique et administration
La ville de Sant Joan Despí comptait 34 084 habitants aux élections municipales du 26 mai 2019. Son conseil municipal (en espagnol : Pleno del Ayuntamiento) se compose donc de 21 élus.
Depuis les premières élections municipales démocratiques de 1979, la ville a toujours été dirigée par un maire de gauche ou de centre gauche, presque exclusivement issu du Parti des socialistes de Catalogne (PSC).

### Maires
| Mandat    | Maire | Maire                                                    | Parti | Majorité |
| --------- | ----- | -------------------------------------------------------- | ----- | -------- |
| 1979-1983 |       | Carles Riba Romeva (ca)                                  | PSUC  | 12 / 21  |
| 1983-1987 |       | Eduardo Alonso Palacios                                  | PSC   | 9 / 21   |
| 1987-1991 |       | Eduardo Alonso Palacios                                  | PSC   | 12 / 21  |
| 1991-1995 |       | Eduardo Alonso Palacios                                  | PSC   | 14 / 21  |
| 1995-1999 |       | Eduardo Alonso Palacios                                  | PSC   | 12 / 21  |
| 1999-2003 |       | Eduardo Alonso Palacios                                  | PSC   | 15 / 21  |
| 2003-2007 |       | Eduardo Alonso Palacios Antoni Poveda Zapata (ca) (2006) | PSC   | 13 / 21  |
| 2007-2011 |       | Antoni Poveda Zapata (ca)                                | PSC   | 13 / 21  |
| 2011-2015 |       | Antoni Poveda Zapata (ca)                                | PSC   | 13 / 21  |
| 2015-2019 |       | Antoni Poveda Zapata (ca)                                | PSC   | 11 / 21  |
| 2019-2023 |       | Antoni Poveda Zapata (ca) Belén García (2021)            | PSC   | 11 / 21  |
| 2023-2027 |       | Belén García                                             | PSC   | 13 / 21  |

## Économie
C'est dans cette ville que se situe la chaîne de télévision catalane TV3.